# Reset
|  | Denne artikel er oprettet af botten PalnaBot ud fra en ekstern database. Den kan derfor have sproglige fejl eller mangler. Denne skabelon kan fjernes efter kontrol af indholdet. |

Reset er en film instrueret af Ole Steen Larsen.

## Handling
Alex er en indadvendt fyr, hvis store interesse er at rode med computere og dataudstyr. Uheldigvis er dette en ulovlig og temmelig farlig hobby, da politiet har forbudt enhver brug af computere, bortset fra deres egne. Efter at have gjort nogle dramatiske opdagelser konfiskerer politiet hans dataudstyr, og Alex tvinges til at forlade sin ensomme, beskyttede verden.